# مخزن‌الاسرار
مَخزَن‌الاَسرار نخستین مثنوی نظامی گنجوی، شاعر ایرانی است.
از آنجا که در خود کتاب اشارهٔ مستقیم یا غیرمستقیمی به تاریخ سرایش یا تاریخ تقدیم اثر به والی شروان و آران  نشده‌است، و همچنین در آثار معتبر دیگر نیز تاریخ دقیق خلق این اثر ذکر نشده، نمی‌توان بیقین تاریخ آن را تعیین کرد؛ ولی با توجه به اینکه نظامی تاریخ‌های بسیار دقیق دیگری از آثار، سن فرزند و ماده تاریخ‌های دیگر در آثار دیگرش می‌دهد، و همچنین با بررسی تاریخ آذربایجان و آران، و مطالعات تطبیقی می‌توان به یقین گفت که خلق این اثر بین سالهای ۵۶۱ و ۵۶۹ قمری می‌باشد (و به احتمال زیاد نزدیک به ۵۶۹ برابر با ۱۱۷۳ میلادی است).
نظامی این کتاب را به «ملک فخرالدین بهرامشاه بن داوود» والی آذربایجان تقدیم کرد.
این کتاب دربرگیرندهٔ خواندن مردم به خودشناسی، خداشناسی و گزینش ویژگی‌های پسندیدهٔ اخلاقی است. در بحر سریع مسدس (مفتعلن مفتعلن فاعلن) سروده شده و با این بیت آغاز می‌شود:
بسم الله الرحمن الرحیم/ هست کلید در گنج حکیم
مخزن الاسرار مشتمل بر ۲۲۶۰ بیت و حاوی اندیشه‌هایی است در باب زهد و عرفان در بیست مقاله که در هر مقاله ضمن شرح عنوان مقاله، یک داستان کوتاه اما پرمایه و دلنشینی می‌آورد و بدین وسیله اندیشه‌های خود را بهتر جلوه می‌دهد و به خواننده القا می‌نماید.

## ترجمه به زبان‌های دیگر

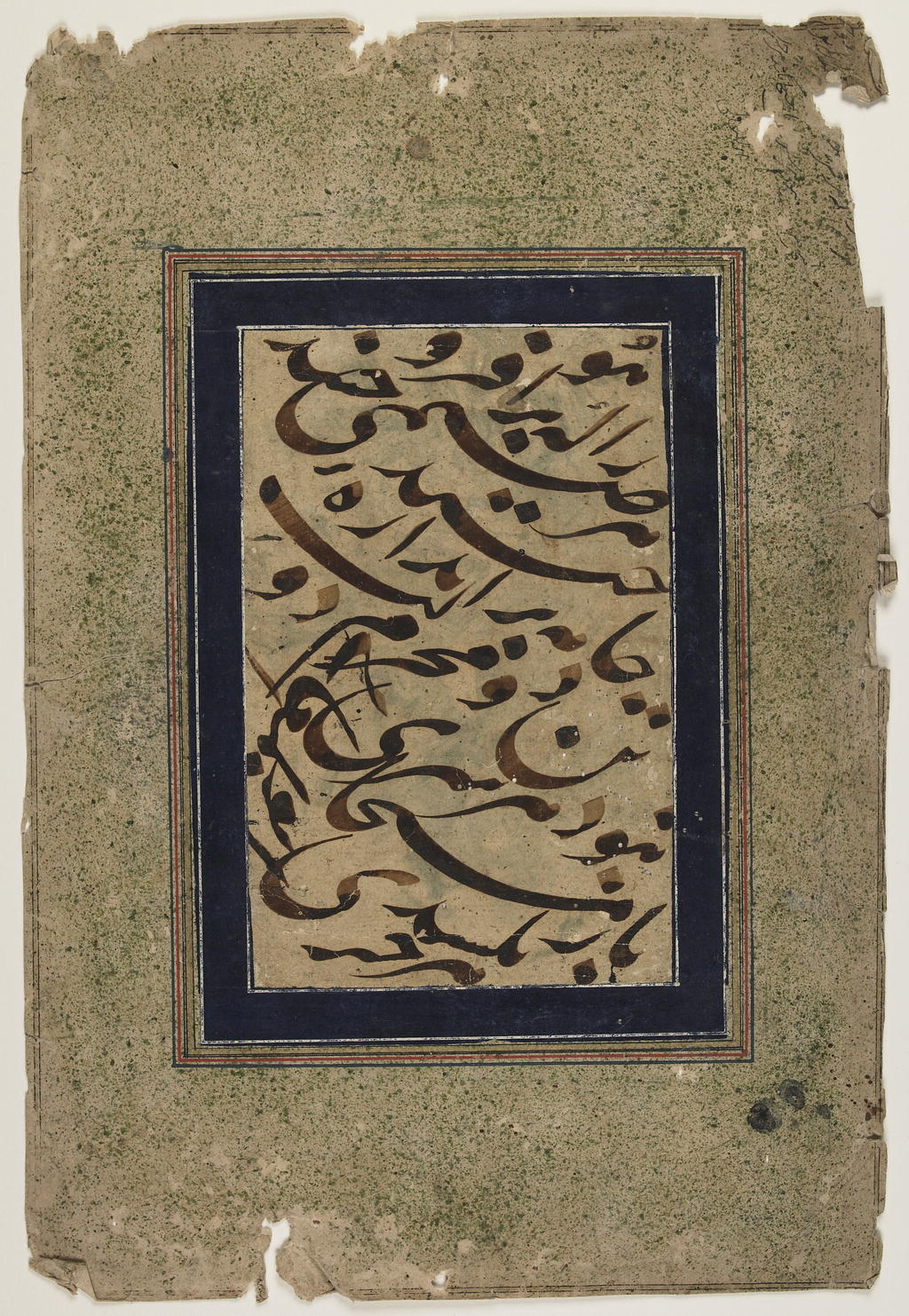
برگی خوشنویسی شده از مخزن الاسرار نظامی گنجوی به خط نستعلیق.

### ترجمه به زبان کردی
مخزن‌الاسرار توسط عبدالسلام مدرسی (خانی) با همان نام اصلی کتاب به شیوهٔ شعر و با حفظ وزن به زبان کردی و گویش سورانی ترجمه شده‌است. این ترجمه در سال ۱۳۹۵ در ارومیه از طرف مؤسسه انتشاراتی حسینی اصل در هزار نسخه به چاپ رسیده‌است.